# سعيدة شرف
سعيدة شرف هي مغنية مغربية صحراوية.

## حياة مهنية
سعيدة شرف ولدت في مدينة العيون وتعتبر مغنية شهيرة لموسيقى الصحراء.

## الحفلات
أقامت سعيدة شرف عدة حفلات في مهرجانات محلية ودولية. كما قدمت عدة مرات في المهرجان الوطني.

## الحياة الشخصية
سعيدة شرف تزوجت ثلاث مرات ولديها ثلاثة أطفال.